# Joris Poschet
Joris Poschet (Temse, 14 maart 1983) is een Belgisch politicus voor CD&V.

## Biografie
Joris Poschet groeide op in Steendorp, bij Temse. Hij volgde Grieks-Latijn aan het Sint-Jozef-Klein-Seminarie in Sint-Niklaas en studeerde aan de KU Leuven, waar hij in 2005 een master in Oost-Europese Talen en Cultuur behaalde alsook zijn academische lerarenopleiding succesvol afrondde. In 2006 behaalde hij nog een master in Europe & the world 1500-2000 aan de Universiteit van Warschau.
Na afloop van deze Erasmus-opleiding verhuisde Poschet naar Brussel en werd hij in 2006 corporate credit officer bij de KBC Bank en Verzekeringen, wat hij bleef tot in 2008. Daarna was hij van 2008 tot 2012 fractiemedewerker van CD&V in het Brussels Hoofdstedelijk Parlement en van 2012 tot 2014 communicatiemedewerker op het kabinet van toenmalig minister in de Brusselse Hoofdstedelijke Regering Brigitte Grouwels. 
Van april tot oktober 2020 was Poschet aan de slag als medewerker bij Denuo, de Belgische federatie van de afval- en de recyclagesector. Van oktober 2020 tot juni 2022 hij kabinetsmedewerker voor Sammy Mahdi, staatssecretaris voor Asiel en Migratie in de federale regering-De Croo. Nadat Mahdi in juni 2022 werd opgevolgd door Nicole de Moor, was Poschet tot februari 2025 directeur van het secretariaat op haar kabinet. Sinds februari 2025 is hij kabinetssecretaris van minister van Buitenlandse Zaken Maxime Prévot.

### Lokale politiek
Poschet was acht jaar actief in het lokale gemeenschapsleven in Watermaal-Bosvoorde: tussen 2009 en 2014 voorzitter van het gemeenschapscentrum WaBo en van 2013 tot 2015 OCMW-raadslid van de gemeente. Na zijn verhuis naar Jette werd hij aldaar politiek actief. Van op de Lijst van de Burgemeester van Jette, een kartel van cdH, CD&V en onafhankelijken, werd hij in oktober 2018 verkozen tot gemeenteraadslid. In december 2018 werd hij fractieleider van de 16-koppige LBJette-fractie in de gemeenteraad en in september 2020 volgde hij Brigitte De Pauw op als OCMW-voorzitter van de gemeente en bleef dit tot in mei 2022. Vervolgens was Poschet van mei 2022 tot december 2024 schepen voor Financiën en Begroting, Personen met een Handicap, Gelijke Kansen en Integratie, Sociale Zaken, Onderwijs, Jeugd en Vlaamse Gemeenschap. Na de gemeenteraadsverkiezingen van oktober 2024 werd hij voorzitter van de gemeenteraad in Jette.
In 2013 werd Poschet voorzitter van JONGCD&V Brussel. Als oud-bestuurslid van de Haven van Brussel was hij ook nauw betrokken bij de stadsontwikkeling van Brussel. Daarnaast was hij vrijwilliger bij Bru-Taal en bestuurder van het Gemeenschapscentrum Wabo (Watermaal-Bosvoorde) en lokaal dienstencentrum Zoniënzorg vzw, dat actief is in Sint-Lambrechts- en Sint-Pieters-Woluwe, Oudergem en Watermaal-Bosvoorde.

### Parlementaire loopbaan
Bij de verkiezingen van mei 2014 stond Poschet als eerste opvolger op de Vlaamse CD&V-lijst van de kieskring Brussel-Hoofdstad. In juli 2014 werd hij effectief lid van het Vlaams Parlement als opvolger van Brussels staatssecretaris Bianca Debaets. In april 2017 legde Poschet ook de eed af als deelstaatsenator, afgevaardigd door het Vlaams Parlement. Hij bleef beide mandaten uitoefenen tot in mei 2019. 
In het Vlaams Parlement was hij bezig met Brussel, sport, stedenbeleid en LGBT-rechten. Hij was er vast lid van de Commissie voor Brussel en de Vlaamse Rand en de Commissie voor Cultuur, Jeugd, Sport en Media, waarvan hij van 2017 tot 2019 ondervoorzitter was, en zetelde van 2015 tot 2019 de Commissie voor de bestrijding van gewelddadige radicalisering. Daarnaast was hij plaatsvervangend lid  in de Commissie voor Bestuurszaken, Binnenlands Bestuur, Inburgering en Stedenbeleid, de Commissie voor Buitenlands Beleid, Europese Aangelegenheden, Internationale Samenwerking, Toerisme en Onroerend Erfgoed en de Controlecommissie voor Regeringsmededelingen. Tussen oktober 2017 en juli 2018 was Poschet ook lid van de tijdelijke Commissie Grensoverschrijdend Gedrag. In september 2018 werd Poschet bestuurder bij de VVOB, een vzw die in opdracht van de Vlaamse en federale overheid bijdraagt aan de kwaliteitsverbetering van het onderwijs in ontwikkelingslanden.
In de Senaat was hij voorall actief rond luchtkwaliteit. Zo was Poschet rapporteur van het informatieverslag over de verbetering van de luchtkwaliteit. In 2018 duidde de Senaat Poschet aan als vertegenwoordiger in de Parlementaire Assemblee van de Organisatie voor Veiligheid en Samenwerking in Europa, wat hij ook bleef tot in mei 2019.
Bij de verkiezingen van mei 2019 stond hij op derde plaats van de CD&V-lijst voor het Brussels Hoofdstedelijk Parlement. Hij raakte niet rechtstreeks verkozen, maar kon in juni 2019 toch toetreden tot het Brussels Hoofdstedelijk Parlement als opvolger van Brussels staatssecretaris Bianca Debaets. Hij oefende dit mandaat slechts tijdelijk uit, tot Debaets in juli 2019 terugkeerde naar het Brussels Parlement.

## Privé
Poschet was het eerste openlijk homoseksuele christendemocratisch parlementslid ooit in België en oprichter van het CD&V-Regenboognetwerk. Het voorzitterschap van het netwerk werd in het najaar van 2019 doorgegeven aan Orry Van de Wauwer.